# Dirk Jacobus Balfoort
Dirk Jacobus Balfoort (Utrecht, 19 juli 1886 – Den Haag, 11 november 1964), vaak aangeduid met Dirk J. Balfoort, was een Nederlands musicus, musicoloog, muziekpedagoog en museumbestuurder.

## Leven en werk
Hij werd geboren binnen het gezin van de toenmalige landmeter Dirk Balfoort en Elisabeth Joanna van ’t Hul. Zijn broer was de acteur en zanger Co Balfoort. Zijn jeugd bracht hij voor een groot deel door in Pretoria, waar zijn vader werkte op de Transvaalse legatie. Hij huwde Janna Catharina Odink. Hij werd begraven op Nieuw Eykenduynen.
Hij kreeg zijn muzikale opleiding in Pretoria en daarna aan het Koninklijk Conservatorium Brussel en het Amsterdamsch Conservatorium. Hij was een leerling van de organist-dirigent Evert Cornelis en de violist André Spoor. In 1907 was hij eerste violist binnen het Residentie Orkest. In 1909 ging hij mee met het Gewerbeorchester uit Leipzig op Amerikaanse en Canadese tournee. Bij terugkomst werd hij violist en concertmeester in orkesten in Duitsland (Dortmund, Lübeck) en Zwitserland. In 1920 kwam hij terug in Nederland als violist van de Nederlandsche Opera. In die periodes gaf hij ook les in onder meer Dortmund en Bonn. Van 1924 tot 1926 was hij docent aan het Rotterdams Conservatorium, even later van het Koninklijk Conservatorium in Den Haag. Hij gaf ook privéles.
Hij was voor langere tijd verbonden aan het Muziekhistorisch Museum Scheurleer in Den Haag, dat hij samen met bankier D.F. Scheurleer en diens nakomelingen uitbreidde. De collectie had te weinig financiële middelen en werd in 1935 opgenomen in het Haags Gemeentemuseum. Balfoort werd daar conservator, later hoofdconservator en adjunct-directeur. Hij verzamelde in die functies tal van collecties betreffende het Nederlandse muziekleven uit de 17e en 18e eeuw. Met een in 1942 opgericht orkest (het Museum-Kamerorkest, later uitgebreid met koor) voerde hij werken uit de collectie ook uit. De zogenaamde museumconcerten lieten ook eigentijdse muziek horen van bijvoorbeeld Ton de Leeuw en Alexander Voormolen. In de Tweede Wereldoorlog was hij leider van het Haags Gemeentemuseum in verband met de gijzeling van G. Knuttel van 1942 tot 1945 en wist kunstwerken uit handen te houden van de Duitse bezetters. Bij het Haags Gemeentemuseum werd hij, pas in de jaren 1970, als conservator van de muziekafdeling opgevolgd door drs. Onno Mensink (1946-2018).

## Publicaties (selectie)
Van zijn hand verscheen een aantal publicaties (artikelen, studies, boeken):
- De viool en haar meesters (naar Wilhelm Joseph von Wasielewski), Kruseman, 1926
- Het probleem van de vioolbouw (circa 1930)
- De Hollandsche vioolmakers (1931)
- De voornaamste exotische strijkinstrumenten/Eigenartige Musikinstrumente, Kruseman, 1931
- Nederlandsch Muziekleven van 1600-1800 (tentoonstellingscatalogus, 1936)
- Het muziekleven in Nederland in de 17de en 18de eeuw (Van Kampen, 1938, opgenomen in de Nederlandse Basisbibliotheek)
- Quirinus Gideon van Blankenburg (monografie, 1938)
- De Europeesche blaasinstrumentenmakers (1940)
- De geschiedenis van de Koninklijke hofkapel van 1820 tot 1832 (1943)
- Antonius Stradivarius (1947)